# Pórticos de San Antonio
Pórticos de San Antonio – miasto w Meksyku, w stanie Kalifornia Dolna.